# Halil Altındere
Halil Altındere, né en 1971 à Mardin en Turquie, est un artiste contemporain.

## Biographie
Halil Altındere met l'accent sur la résistance aux structures répressives et à la marginalisation dans les systèmes officiels de représentation. Il manipule de façon humoristique des documents de l'État ainsi que des insignes officiels tels que drapeaux, passeports et billets de banque. Ses derniers travaux explorent la vie quotidienne et les codes humoristiques des sous-cultures d'Istanbul. Il a exposé dans de grandes expositions internationales dont la documenta 12 (2007), Manifesta 4 (2002), Biennale de Kwangju (2002), Biennale de Sao Paulo (1998), Biennale d'Istanbul (1997).
Halil Altındere vit à Istanbul.